# Richter-Harmonika

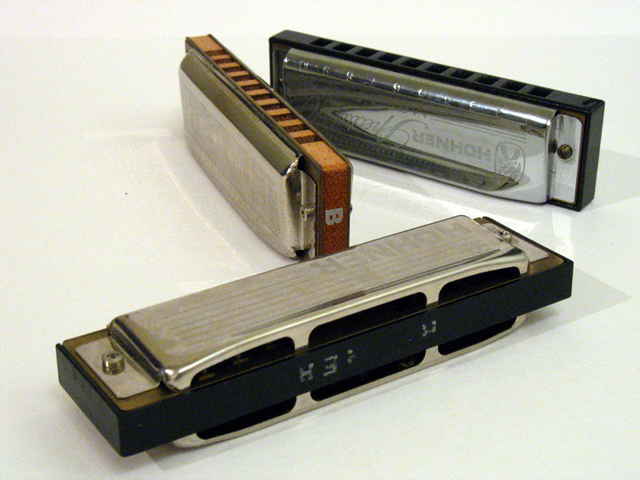
Richter-Harmonika

Eine Richter-Mundharmonika (auch Bluesharp) ist eine diatonische Mundharmonika in „Richterstimmung“, die über zehn Kanzellen (Blasöffnungen) verfügt. Durch Blasen und Ziehen lassen sich insgesamt 19 unterschiedliche Töne erzeugen, denn der Blaston an Kanzelle 3 und der Ziehton an Kanzelle 2 sind identisch.

## Stimmungen
Mit einer normalen Richter-Harmonika lassen sich sowohl Melodien als auch Akkorde (insbesondere der Tonikadreiklang und der Dominantseptakkord) spielen. Jedoch ist ein Instrument immer auf eine Tonart ausgelegt.
Folgende Schemata veranschaulichen die Anordnung der Töne in der Richterstimmung:
```
C-Dur
Kanzelle  1  2  3  4  5  6  7  8  9 10
        .-----------------------------.
Blasen: |C |E |G |C |E |G |C |E |G |C |
Ziehen: |D |G |H |D |F |A |H |D |F |A |
        '-----------------------------'
```

```
D-Dur:
Kanzelle 1  2  3  4  5  6  7  8  9  10
        .-----------------------------.
Blasen: |D |F#|A |D |F#|A |D |F#|A |D |
Ziehen: |E |A |C#|E |G |H |C#|E |G |H |
        '-----------------------------'
```

```
E-Dur:
Kanzelle 1  2  3  4  5  6  7  8  9  10
        .-----------------------------.
Blasen: |E |G#|H |E |G#|H |E |G#|H |E |
Ziehen: |F#|H |D#|F#|A |C#|D#|F#|A |C#|
        '-----------------------------'
```

Das folgende Schema zeigt die Verteilung der sieben diatonischen Tonleiterstufen (nummeriert von 1 bis 7  ohne Berücksichtigung der Oktavlage) auf der Richter-Harmonika bei beliebigem Grundton. Dieser ist durch den Ton 1 bestimmt.
```
Kanzelle 1  2  3  4  5  6  7  8  9  10
        .-----------------------------.
Blasen: | 1| 3| 5| 1| 3| 5| 1| 3| 5| 1|
Ziehen: | 2| 5| 7| 2| 4| 6| 7| 2| 4| 6|
        '-----------------------------'
```

Zu bemerken ist hier, dass bei den Kanzellen 1 bis 6 der Blaston jeweils niedriger ist als der Ziehton. Bei den Kanzellen 7 bis 10 ist das Schema umgekehrt.
Nur mit den Kanzellen 4 bis 7 bzw. 7 bis 10 kann eine vollständige C-Dur-Tonleiter gespielt werden. Bei den Kanzellen 1 bis 4 fehlen dazu die Töne F und A.
Außerdem fehlen auf der diatonischen Mundharmonika alle tonartfremden Töne:
z. B. bei C-Dur: C#/D♭, D#/E♭, F#/G♭, G#/A♭, A#/B
Das Standard-Tonschema der diatonischen Mundharmonika eignet sich gut für einfache Lieder, und es gibt Spieltechniken, mit denen man alle fehlenden Halbtöne der chromatischen Tonleiter erreichen kann, sie heißen Bending und Overblow. Diese Spielweisen sind von Bluesspielern erfunden worden, deshalb nennt man die diatonische Mundharmonika auch Bluesharp. Es sind verschiedene Bluestonleitern bekannt.

## Spielen von Blues-Stücken
Beim Spielen oder Begleiten von Blues-Stücken (etwa durch die als Mitglieder von The Rolling Stones bekannten Musiker Jones und Jagger) wird die Bluesharp meist „cross“, d. h. mixolydisch, gespielt. Der Grundton zur Durtonart der Mundharmonika liegt also eine Quinte unter der gewünschten Bluestonart; als neuer Grundton wird der Ziehton in der zweiten Kanzelle verwendet. So wird eine Mundharmonika in C-Dur für ein Stück in G-Dur gewählt. Analog wird beispielsweise für einen Blues in E-Dur eine Mundharmonika in A-Dur gespielt, wodurch die Septime der Bluestonart vermindert ist.
```
F-Dur zur Begleitung eines Blues in C
Kanzelle  1  2  3  4  5  6  7  8  9 10
        .-----------------------------.
Blasen: |F |A |C |F |A |C |F |A |C |F |
Ziehen: |G |C |E |G |B |D |E |G |B |D |   b = a#
        '-----------------------------'
```

Auf diese Weise stehen der Septakkord der Tonika (hier c–e–g–b) und der Dreiklang der Subdominante (hier f–a–c) zur Verfügung; diese sind im Blues besonders wichtig.
Die Zuordnung aller Tonarten zu ihren Harmonika-Stimmungen zeigt folgende Tabelle:
| Grundton | 2. Position |
| -------- | ----------- |
| C        | G           |
| D♭       | A♭          |
| D        | A           |
| E♭       | B           |
| E        | H           |
| F        | C           |
| F#       | D♭          |
| G        | D           |
| A♭       | E♭          |
| A        | E           |
| B        | F           |
| H        | F#          |